# Rada Pułkowników

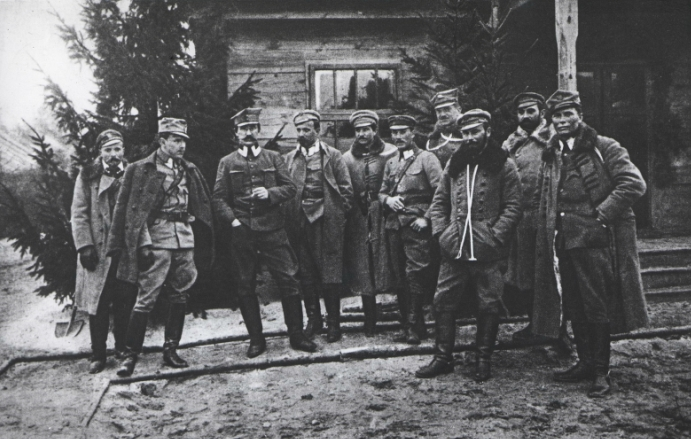
Rada Pułkowników podczas jednego ze spotkań.

Rada Pułkowników – grupa starszych oficerów Legionów Polskich, istniejąca w roku 1916 jako opozycja w stosunku do Komendy Legionów oraz Naczelnej Komendy Armii (niem. Armeeoberokommando).

## Geneza
W styczniu 1916 roku nastąpiła nagła zmiana komendanta Legionów Polskich. Generała Durskiego zastąpił na tym stanowisku gen. Stanisław Puchalski. Wielu legionistów za podwód zmiany dowódcy uznało brak przeciwdziałań gen. Durskiego, wobec antyaustriackich nastrojów w Legionach. Ponadto Legiony były już mocno wykrwawione – od sierpnia 1914 roku walczyły niemal ciągle na pierwszej linii frontu, a ich Komenda wyraźnie nie sprzeciwiała się temu. Wszystko to spowodowało dalsze zradykalizowanie się nastrojów wśród legionistów.
Na początku 1916 roku dowódca 4 pułku piechoty płk Roja, przy współpracy z innymi dowódcami pułków (zwłaszcza z płk. Januszajtisem oraz ppłk. Minkiewiczem), powziął inicjatywę zorganizowania spotkania wyższych oficerów Legionów Polskich. Chciano w ten sposób przełamać wewnętrzne uprzedzenia i nieufność pomiędzy oficerami poszczególnych brygad a także zjednoczyć Legiony w jednolitą formację. 4 lutego 1916 roku do dowódców pułków I Brygady wysłano pismo zapraszające adresatów na spotkanie w komendzie 4 pułku piechoty. Osobne pismo dostał też Józef Piłsudski. Pisma podpisało czterech oficerów: płk Roja, płk Januszajtis, ppłk Minkiewicz oraz mjr Galica.

## Pierwsze spotkania

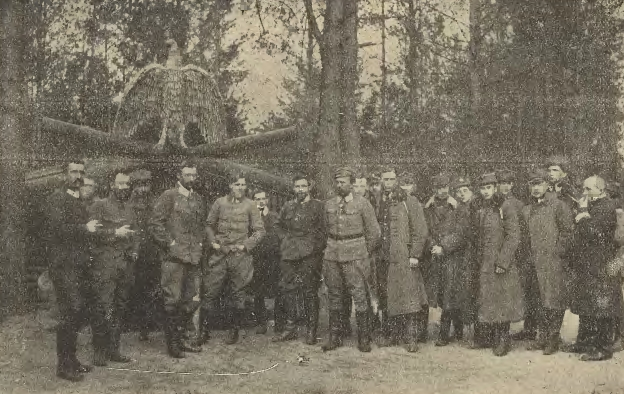
Pierwsze spotkanie. 14 lutego 1916 roku.

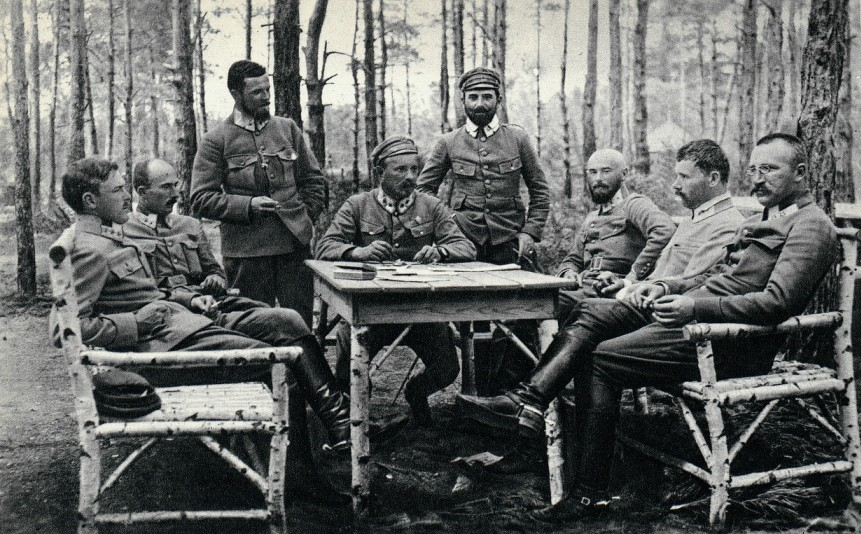
Drugie spotkanie Rady Pułkowników, 23 marca 1916 roku.

Pierwsze spotkanie wyższych oficerów legionowych odbyło się 14 lutego 1916 roku w siedzibie komendy 4 pułku piechoty. Wzięli w nim udział: ppłk Rydz-Śmigły, mjr Berbecki, mjr Rola-Żymierski, płk Januszajtis, ppłk Minkiewicz, płk Rola, mjr Brzoza-Brzezina oraz jeden oficer 1 pułku ułanów (występujący w imieniu rtm. Bieliny-Prażmowskiego, który nie mógł pojawić się osobiście). Podczas spotkania zadecydowano, że należy dążyć do ujednolicenia brygad legionowych oraz wytworzenia zdrowych stosunków pomiędzy żołnierzami z poszczególnych brygad.
Kolejne odbyło się 23 marca 1916 roku, tym razem w nieco liczniejszym gronie. Podstawowym tematem dyskusji była zaproponowana przez mjr. Żymierskiego sprawa ujednolicenia dystynkcji, oznaczeń rodzajów broni oraz umundurowania. Do tej pory w poszczególnych brygadach Legionów noszono różne umundurowanie oraz oznaki stopni. Wynikało, to z braku konkretnych przepisów mundurowych. Szczególnie różniły się mundury I i II Brygady. Podczas spotkania przedstawiono kilka projektów nowych dystynkcji i oznaczeń rodzajów broni, m.in. autorstwa ppłk. Rydza-Śmigłego oraz mjr. Galicy.
Ze względów finansowych szybkie ujednolicenie umundurowania było niemożliwe. Jednakże wprowadzenie jednolitych nakryć głowy oraz oznak stopni było już łatwiejsze. Podczas spotkania opracowano i przyjęto kompromisowy wariant nowych dystynkcji dla podoficerów oraz oficerów, a także jeden wzór nakrycia głowy oraz guzików. Zmiany te miały odzwierciedlać jedność Legionów, podkreślać polskość formacji oraz jej odrębność od C.K. Armii.
Trzecie spotkanie oficerów odbyło się w połowie maja 1916 roku. Podczas niego poruszono kwestię samowolnego przechodzenia legionistów z jednego oddziału do innego. Rozwiązano ten problem, ustalając że zmiana pułku może się odbyć tylko za zgodą odpowiednich komend.

## Oficjalne utworzenie Rady
Podczas kolejnego zebrania, które odbyło się 4 czerwca 1916 roku, formalnie zawiązano Radę Pułkowników oraz uchwalono jej statut. Radę Pułkowników mieli stanowić wszyscy dowódcy pułków Legionów Polskich, ewentualnie ich zastępcy oraz oficerowie sztabowi brygad. Ustalono też, że Rada ma być nierozwiązywalna, a jej głównym zadaniem jest utrzymywanie jedności i zgody pomiędzy wszystkimi pułkami Legionów. Miała ona też rozstrzygać spory (z wyjątkiem spraw politycznych). Uchwały Rady Pułkowników miały być przegłosowywane większością głosów przy frekwencji 75% członków Rady.

## Konflikt z Komendą Legionów i memoriał do NKA
Na przełomie czerwca i lipca 1916 roku doszło do pierwszego konfliktu pomiędzy Radą Pułkowników a Komendą Legionów. Wtedy to żołnierze 4. i 6. pułku piechoty, które były podporządkowane III Brygadzie w ramach protestu naszyli oznaki stopni noszone w I Brygadzie. Po odmowie wykonania rozkazu dotyczącego przyszycia dotychczasowych oznak Komendant Legionów gen. Puchalski oraz komendant III Brygady płk Wiktor Grzesicki uznali to za jawny bunt. Aresztowany został dotychczasowy dowódca 6 pułku ppłk Norwid-Neugebauer, ponadto z tego pułku wydalono oficerów: Aleksandra Narbutt-Łuczyńskiego oraz Michała Tokarzewskiego-Karaszewicza. Te działania spowodowały w 6 pułku ogromne wzburzenie, z trudem jednak zażegnane. Postawę żołnierzy II Brygady w sprawie dystynkcji poparła jednak Rada Pułkowników. Na zebraniu 1 lipca 1916 uchwaliła ona zdjęcie przez wszystkich żołnierzy II i III Brygady dotychczasowych austriackich oznak stopni i 5 lipca naszycie tych noszonych w I Brygadzie. Miało to być oznaką jedności Legionów Polskich. Na tym samym zebraniu Rada Pułkowników uchwaliła też wysłanie do Naczelnej Komendy Armii (NKA) oficjalnego pisma w sprawie zastąpienia w Komendzie Legionów oficerów C.K. Armii, oficerami legionowymi.
2 lipca 1916 roku pułkownicy Haller oraz Sosnkowski przedstawili treść uchwały Rady Pułkowników generałowi Puchalskiemu. Ten odpowiedział, że jak otrzyma memoriał w sprawie usamodzielnienia się Legionów, to przekaże go do NKA. Natomiast uchwałę Rady Pułkowników dotyczącą oznak stopni uznał za nielegalną. Ponadto oświadczył, że do NKA prześle raport opisujący aktualną sytuację w Legionach Polskich oraz żądanie przysłania specjalnej komisji, która zajęłaby się tymi sprawami. Jeszcze tego samego dnia gen. Puchalski wydał rozkaz oficerski (nr 74) nakazujący do 4 lipca włożenie dotychczasowych dystynkcji. Do tego rozkazu zastosowała się tylko Komenda Legionów oraz 3. pułk piechoty płk. Minkiewicza.
3 lipca miało miejsce kolejne zebranie Rady Pułkowników. Wzięli w nim udział pułkownicy Haller, Roja, Rydz-Śmigły, Sosnkowski, a także ppłk Berbecki, majorzy: Brzezina, Fleszar, Galica, rotmistrz Belina-Prażmowski oraz kapitanowie: Kazimierz Łukoski i Juliusz Ostoja. Obecni na spotkaniu podjęli uchwałę w sprawie złamania solidarności przez płk. Minkiewicza, który postąpił wbrew jednomyślnym uchwałom, za którymi sam głosował. Druga przegłosowana uchwała dotyczyła podtrzymania wcześniejszej uchwały z 1 lipca o zdjęciu dystynkcji przez wszystkie oddziały legionowe. Anulowano jednak punkt o założeniu oznak stopni obowiązujących w I Brygadzie (w ten sposób I Brygada wypełniłaby rozkaz gen. Puchalskiego z 2 lipca, zaś pozostałe złamałyby go). Postanowiono też nie meldować w sprawie rozkazu nr 74, a w wypadku wyraźnego zapytania odpowiadać, że rozkazu nie wykonano. Na tym spotkaniu Rady Pułkowników wybrano także komisję memoriałową w składzie: Berbecki, Haller, Rydz-Śmigły oraz Sosnkowski.
Tego samego dnia Józef Piłsudski stanął do raportu do gen. Puchalskiego z prośbą o satysfakcję. Powodem była obraza munduru i odznak przez Komendę Legionów (która nałożyła kary na oficerów za ich nałożenie przez 4. i 6. pułk piechoty) oraz przez komendanta III Brygady, gen. Grzesickiego, za użycie obraźliwych słów na temat dystynkcji I Brygady.
4 lipca gen. Puchalski wydał kolejny rozkaz. Powołał się on w nim na rozkaz NKA z 3 lipca, mówiący, „że aż do nadejścia rozkazu zezwalającego na zmianę odznak i oznaczeń stopni oficerskich, oficerom i podoficerom Legionów Polskich nie wolno samowolnie zdejmować albo zmieniać odznak”. Dalszy rozwój wypadków przerwała bitwa pod Kostiuchnówką, która rozpoczęła się 4 lipca. Ostatecznie konflikt wygrała Rada Pułkowników. 6 lipca 1916 roku NKA reskryptem nr 9913/1 zatwierdziła nowe dystynkcje, jednakowe dla wszystkich brygad, częściowo uwzględniając projekt Rady. Nowe oznaki stopni wzorowane były na tych z I Brygady. Zastąpiono jednak czerwony wężyk haftem srebrnym i złotym. Nakryciem głowy wszystkich legionistów miała być maciejówka. Nowe oznaki nałożono dopiero we wrześniu 1916 roku, po wycofaniu Legionów z frontu i przemianowaniu ich na Polski Korpus Posiłkowy.
Po zakończeniu bitwy pod Kostiuchnówką, 11 lipca 1916 roku odbyło się kolejne spotkanie Rady Pułkowników. Na tym posiedzeniu w szczególności omawiano sprawę memoriału dotyczącego usamodzielnienia się Legionów Polskich, który postanowiono wysłać do NKA zgodnie z uchwałą Rady z 1 lipca. Oprócz tego zadecydowano, że poprosi się oficerów austriackich, przydzielonych do Legionów, o włożenie legionowych mundurów, zaś do Komendy Legionów wyśle się żądanie usunięcia oficerów niewładających językiem polskim, który to był językiem urzędowym w Legionach.
Memoriał do NKA został wystosowany przez Radę Pułkowników 15 lipca 1916 roku. Podpisali go: brygadier J. Piłsudski, płk K. Sosnkowski, płk. E. Rydz-Śmigły, mjr S. Burhardt-Bukacki, mjr A. Fleszar, rtm W. Belina-Prażmowski, płk J. Haller, kpt. Karol Dziekanowski, kpt. Józef Szczepan, płk B. Roja, ppłk M. Norwid-Neugebauer, mjr. O. Brzoza-Brzezina oraz rtm. Juliusz Zagorski-Ostoja. W piśmie autorzy zaznaczali, że różnice pomiędzy uprawnieniami oficerów austriackich przydzielonych do Legionów a oficerów legionowych wywołują niezadowolenie, niechęć i nieufność. Zaznaczono również, że werbunek do Legionów Polskich w Królestwie przynosi mizerne skutki i należy zmienić jego zasady. W zakończeniu memoriału Rada Pułkowników stwierdziła konieczność przeprowadzenia niezbędnych zmian obejmujących: przekształcenie Legionów Polskich w samodzielny Korpus Pomocniczy, a także zastąpienie przydzielonych oficerów austriackich oficerami legionowymi i ograniczenie kontroli Austriaków tylko do spraw gospodarczych.
Aby wywrzeć na NKA dodatkową presję Józef Piłsudski 29 lipca 1916 roku wniósł podanie o dymisję.
Warunki frontowe uniemożliwiały odpowiednio częste zebrania Rady Pułkowników. Wobec tego w sierpniu 1916 roku uchwalono, że osoby: Józef Piłsudski, Józef Haller, Bolesław Roja i Kazimierz Sosnkowski upoważnia się do podejmowania decyzji i występowania na zewnątrz w imieniu ogółu wyższych oficerów legionowych.
Ze względu na brak odpowiedzi NKA na memoriał Rady Pułkowników z 15 lipca postanowiono wywrzeć nacisk na władze austriackie za pomocą Naczelnego Komitetu Narodowego (NKN). 20 lipca zorganizowano kolejne zebranie Rady, na którym to opracowano memoriał skierowany do NKN. Przesłano go 30 sierpnia. Memoriał podpisali, wcześniej uprawnieni oficerowie: Józef Haller, Józef Piłsudski, Bolesław Roja oraz Kazimierz Sosnkowski. Pismo zawierało wezwanie NKN do zajęcia zdecydowanej postawy wobec władz austriackich, a także domagano się w nim m.in. usunięcia oficerów austriackich z Legionów, zaniechania werbunku do Legionów oraz wycofania z frontu Legionów Polskich w celu użycia ich jako kadr do tworzenia przyszłego Wojska Polskiego. Ponadto poruszono sprawę zlikwidowania Departamentu Wojskowego NKN i utworzenia w jego miejsce Komisji Wojskowej złożonej z legionowych oficerów liniowych, którzy lepiej znali potrzeby Legionów. Jednakże najważniejszym punktem memoriału było żądanie, żeby państwa centralne jednoznacznie określiły się w sprawie polskiej oraz żeby utworzono prowizoryczny Rząd Narodowy, który reprezentowałby interesy zarówno Polaków z Galicji, jak i z Kongresówki.
Wysłanie tego memoriału spowodowało ostrą reakcję gen. Puchalskiego, który poczuł się urażony pominięciem Komendy Legionów w drodze służbowej. 1 września 1916 roku wystosował on pismo do Prezydium Naczelnego Komitetu Narodowego, w którym domagał się, żeby memoriał Rady Pułkowników został „jego autorom zwrócony z pouczeniem, jakiej drogi mają się wymienieni trzymać”. Dodatkowo generał Puchalski stwierdził, że to on, jako komendant Legionów Polskich, ponosi odpowiedzialność za ich sprawy, a samo istnienie Rady Pułkowników utrudnia jego działalność i jest karygodnym naruszeniem dyscypliny wojskowej.
Działalność Rady Pułkowników odzwierciedlała jednolitą postawę wyższych oficerów legionowych z wszystkich trzech brygad, w wielu ważnych sprawach. Jednakże oficerowie jednostek tyłowych często nie stosowali się do uchwał Rady. Wynikało to albo z postaw oportunistycznych, albo z zewnętrznych nacisków, m.in. szefa Departamentu Wojskowego NKN płk. Władysława Sikorskiego. Niekiedy też oficerowie tyłowi usiłowali na własną rękę wpływać na postanowienia oddziałów bojowych. Aby rozwiązać ten problem z polecenia Rady Pułkowników płk Sosnkowski 24 sierpnia wysłał pismo do tyłowych instytucji legionowych. W tym piśmie wskazywał, że rozbieżne postępowanie oficerów tyłowych wywołuje na zewnątrz Legionów wrażenie słabości oraz rozdwojenia. Identyczne pismo Sosnkowski wysłał też do płk. Władysława Sikorskiego – szefa Departamentu Wojskowego Naczelnego Komitetu Narodowego.
Pewne poparcie dla Rady Pułkowników wśród jednostek tyłowych jednak istniało. Ujawniło się ono utworzeniem w lipcu 1916 roku, z inicjatywy kpt. dr. Jana Kołłątaj-Srzednickiego Rady Pięciu – zrzeszenia lekarzy legionistów całkowicie popierających Radę Pułkowników.

## Koniec działalności Rady Pułkowników
Memoriał wysłany do NKN oraz pisma do oficerów jednostek tyłowych i płk. Sikorskiego były ostatnimi śladami działalności Rady Pułkowników. Podczas swojego krótkiego istnienia Rada Pułkowników osiągnęła kilka celów. Do najważniejszych należy zaliczyć: wypracowanie jednakowego stosunku trzech brygad legionowych do władz austriackich, ujednolicenie mundurów legionowych, wprowadzenie salutowania dwoma palcami oraz ustąpienie ze stanowiska dowódców II i III Brygady oficerów austriackich (płk Ferdynand Küttner oraz gen. Wiktor Grzesicki) i zastąpienie ich oficerami prolegionowymi (płk Józef Haller oraz płk Stanisław Szeptycki). Ponadto postulaty o usamodzielnienie Legionów częściowo przyczyniły się do powstania Polskiego Korpusu Posiłkowego.
Okres jednolitej postawy Legionów Polskich nie trwał długo. Po dymisji Józefa Piłsudskiego ze stanowiska dowódcy I Brygady we wrześniu 1916 roku nastąpił rozłam. Wielu żołnierzy I i III Brygady odeszło wtedy z Legionów, jednak legioniści z II Brygady nie solidaryzowali się ze stanowiskiem zwolenników Piłsudskiego.